# Riosucio (ort i Caldas, lat 5,42, long -75,70)
Riosucio är en ort i Colombia.   Den ligger i departementet Caldas, i den centrala delen av landet, 200 km nordväst om huvudstaden Bogotá. Riosucio ligger 1 775 meter över havet och antalet invånare är 18 950.
Terrängen runt Riosucio är kuperad åt sydost, men åt nordväst är den bergig. Terrängen runt Riosucio sluttar österut. Runt Riosucio är det ganska tätbefolkat, med 144 invånare per kvadratkilometer. Närmaste större samhälle är Anserma, 13,8 km sydväst om Riosucio. I omgivningarna runt Riosucio växer i huvudsak städsegrön lövskog.